# Ferdynand Olesiński
Ferdynand Olesiński (ur. 18 listopada 1859 w Wieliczce, zm. 1905 w Krakowie) – polski malarz, uczeń Jana Matejki, twórca obrazu olejnego zdobiącego do 1914 ołtarz w kaplicy św. Kingi w kopalni soli w Wieliczce.

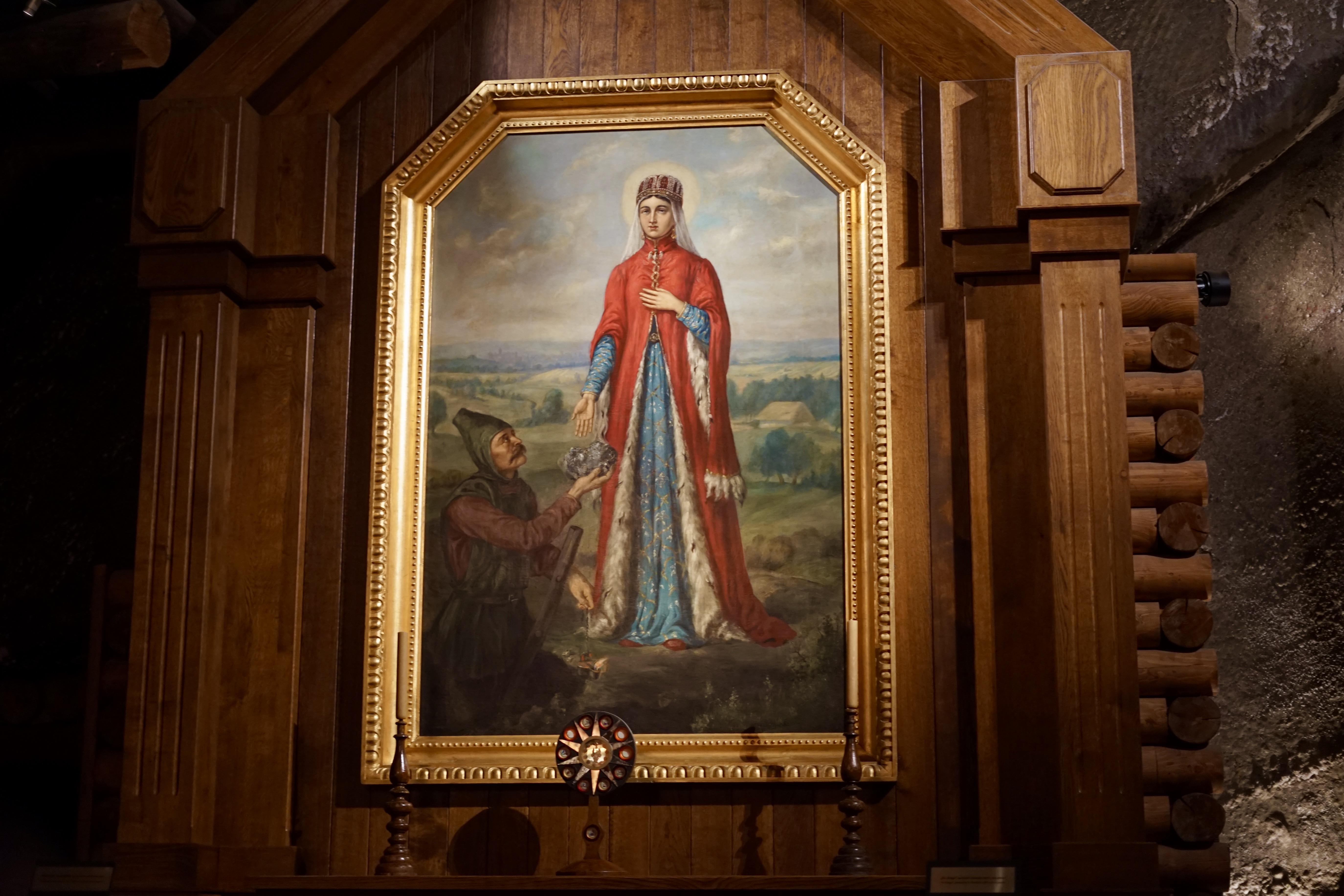
Obraz "Legenda św. Kingi" Ferdynanda Olesińskiego w Muzeum Żup Krakowskich Wieliczka

Ferdynand Olesiński urodził się 18 listopada 1859 w Wieliczce, gdzie mieszkał aż do 1903, później przeprowadził się do Krakowa. Wrodzony talent malarski rozwijał w Szkole Sztuk Pięknych w Krakowie u tak znanych wykładowców jak Jan Matejko czy Władysław Łuszczkiewicz. Jego dzieła to sztuka realistyczna, głównie portrety, pejzaże, sceny rodzajowe i obrazy religijne. Jego najbardziej znanym dziełem jest obraz olejny Legenda św. Kingi, który do 1914 roku znajdował się w ołtarzu w podziemnej kaplicy św. Kingi w wielickiej kopalni soli. Obraz znajduje się na stałej wystawie "Sacrum w dziedzictwie solnym" w Muzeum Żup Krakowskich Wieliczka w Kopalni Soli. Ekspozycja obrazu została zaaranżowana, nawiązując formą do ołtarza.
Inny jego obraz – Narodzenie Maryi zdobi ołtarze kościoła w Tymbarku.
Zmarł w 1905 roku, popełniając samobójstwo. Jego grób znajduje się na Cmentarzu Komunalnym w Wieliczce przy ulicy Marszałka Józefa Piłsudskiego.
Tradycje artystyczne kontynuowała również jego córka Maryla (uczennica Malczewskiego) oraz prawnuczka Lidia.